# Guinoplax
Guinoplax is een geslacht van kreeftachtigen uit de klasse van de Malacostraca (hogere kreeftachtigen).

## Soort
- Guinoplax apheles Castro & Ng, 2010